# Jornada Mundial da Juventude de 2013
A XXVIII Jornada Mundial da Juventude (ou apenas JMJ Rio 2013) aconteceu de 23 a 28 de julho de 2013 no Rio de Janeiro, Brasil. Pela primeira vez, esse evento da Igreja Católica ocorreu em um país cuja língua portuguesa é majoritária, e pela segunda vez em um país da América do Sul - o primeiro encontro no subcontinente foi na Argentina em 1987.
A escolha da cidade brasileira foi feita pelo então papa Bento XVI em 2011, no encerramento da Jornada Mundial da Juventude daquele ano.
Com a renúncia do papa Bento XVI em fevereiro de 2013, o evento foi conduzido pelo seu sucessor, Papa Francisco. Foi o primeiro encontro do novo papa com a juventude católica e também o primeiro evento internacional do seu pontificado.

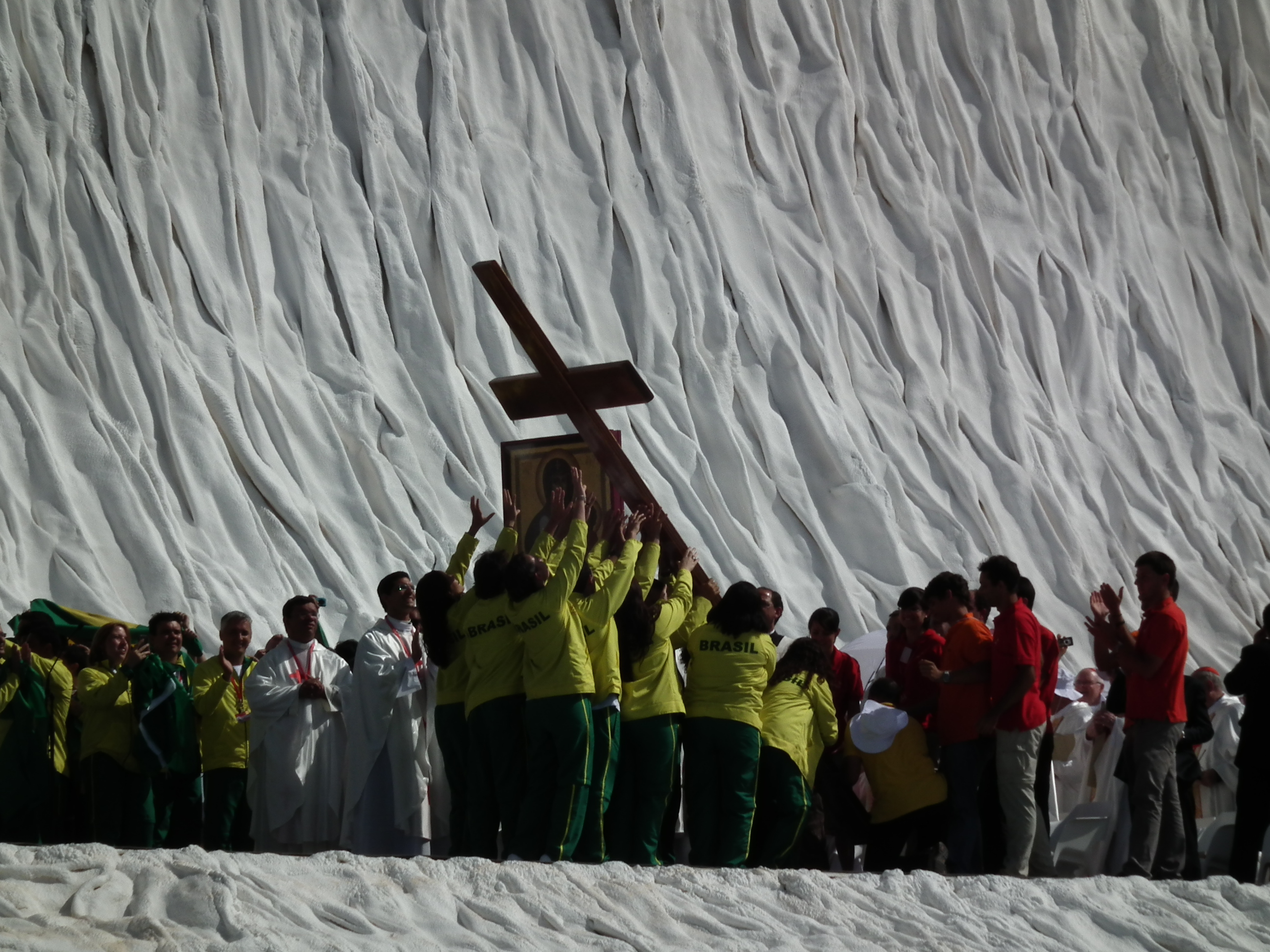
Jovens do Rio de Janeiro recebendo, em Madri a cruz e o ícone da JMJ - 21 de agosto de 2011

A JMJ Rio 2013 foi considerada como "o maior evento da história do Rio de Janeiro" pelo prefeito da cidade.

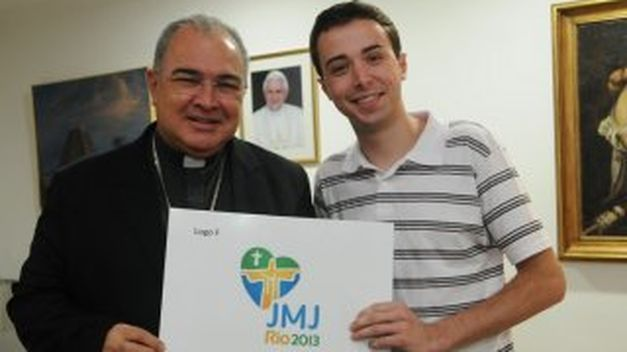
Dom Orani João Tempesta, arcebispo do Rio de Janeiro, com Gustavo Huguenin, autor do logotipo da JMJ 2013 - fev. de 2012

## Tema
O tema da Jornada Mundial da Juventude de 2013 foi inspirado em um versículo do Evangelho de Mateus: Ide, pois, fazer discípulos entre todas as nações! (Mateus 28:19).

## Patronos e intercessores

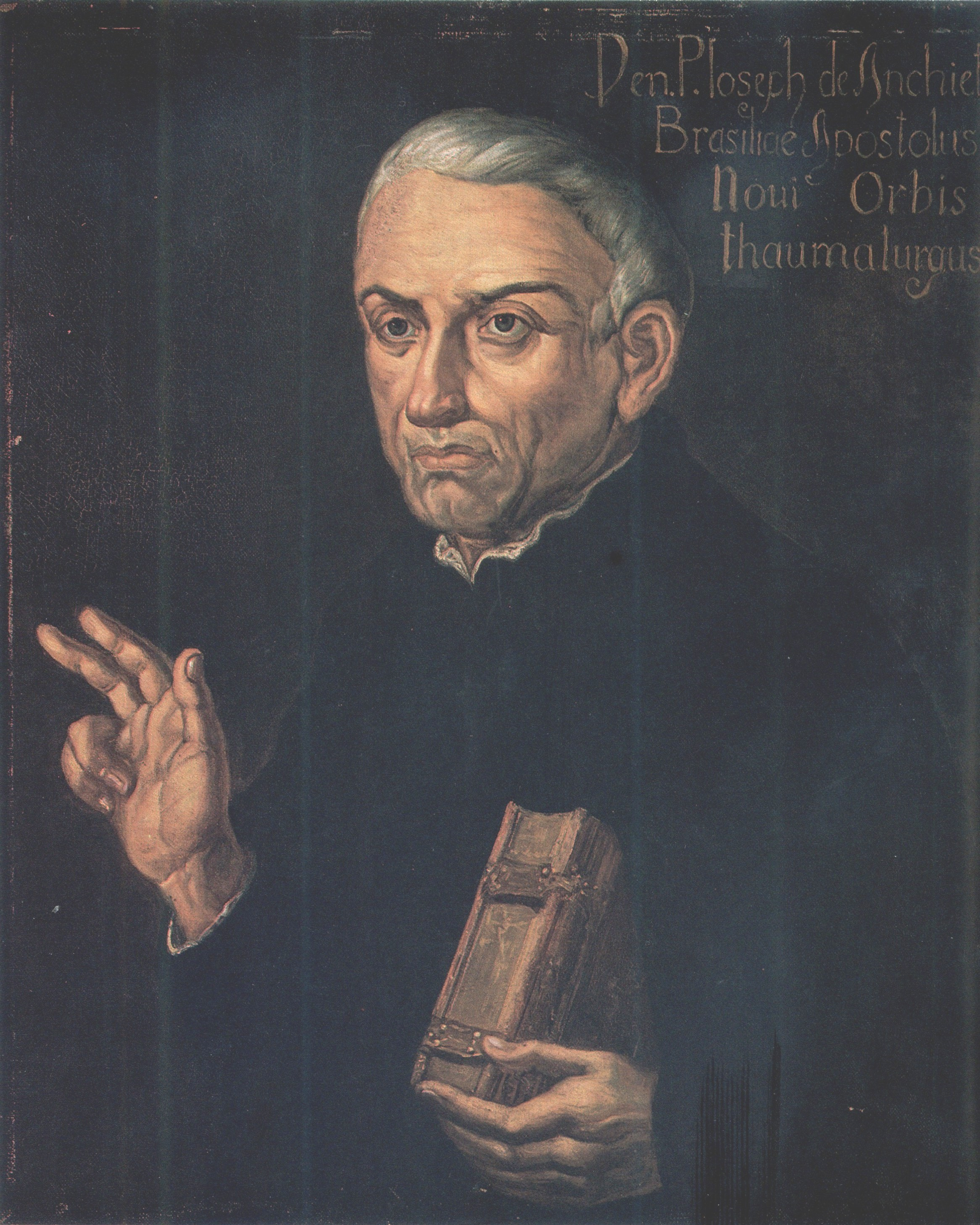
São José de Anchieta, missionário espanhol no Brasil e um dos intercessores da Jornada Mundial da Juventude de 2013

### Patronos
- Nossa Senhora da Conceição Aparecida
- São Sebastião
- Santo Antônio de Santana Galvão
- Santa Teresa de Lisieux
- São João Paulo II

### Intercessores
- Santa Rosa de Lima
- Beato Pier Giorgio Frassati
- Beata Chiara Luce Badano
- Beato Frederico Ozanam
- Beato Adílio Daronch
- Santa Teresa de los Andes
- São José de Anchieta
- Beato Isidoro Bakanja
- Beata Irmã Dulce
- São Jorge
- Beata Laura Vicuña
- Santo André Kim e seus companheiros
- Beata Albertina Berkenbrock

## Selo comemorativo
Por ocasião da visita do papa ao Brasil para a Jornada Mundial da Juventude, foi lançado pelos Correios um selo comemorativo. O desenho, de autoria de Fernando Lopes, foi feito em aquarela sobre papel.

## Jornada

### Chegada do papa ao Brasil
Às 8h45 CET (4h45 UTC-3) de 22 de julho de 2013, o avião trazendo o papa Francisco decolou do Aeroporto de Fiumicino, em Roma, com destino ao Rio de Janeiro e pousou no Aeroporto do Galeão por volta das 15h40 UTC-3.
O papa foi recebido pela presidente Dilma Rousseff, por diversas autoridades governamentais e por representantes da Igreja Católica.

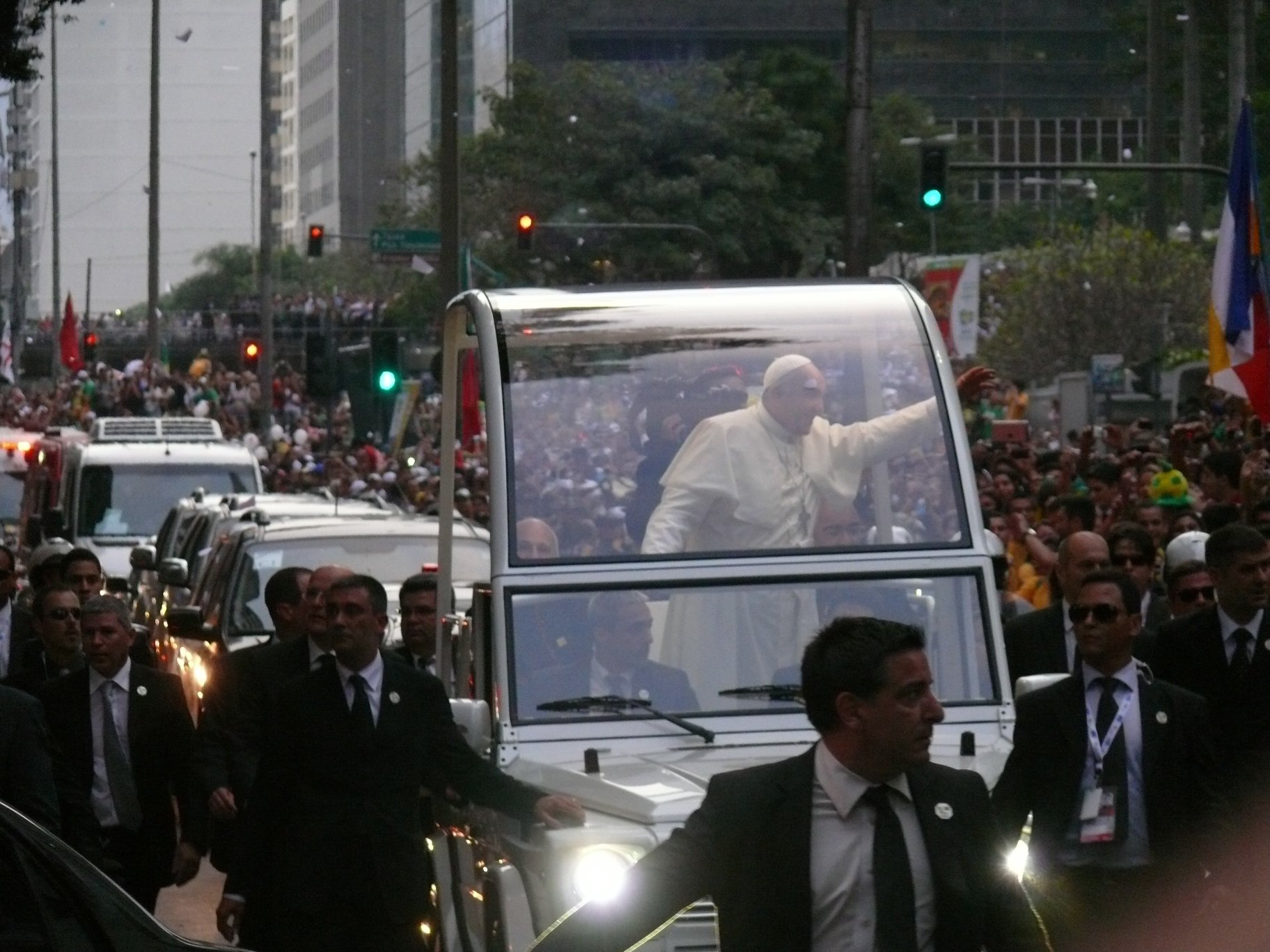
O papa Francisco na sua chegada ao Rio de Janeiro para a JMJ 2013 - 22 de julho de 2013

A cerimônia oficial de recepção aconteceu no Palácio Guanabara, sede do Governo do Estado do Rio de Janeiro, para onde o papa se dirigiu em comitiva, em um carro comum. Durante o trajeto aconteceram alguns imprevistos, como uma interrupção do deslocamento da comitiva, motivada por congestionamento no trânsito. Com isso, o público presente nas ruas teve a oportunidade de se aproximar bastante do carro onde estava o papa Francisco, que fez questão de permanecer com os vidros abertos durante todo o percurso. Antes de chegar ao Palácio Guanabara, o papa foi transferido do carro em que estava para o papamóvel.
Trechos do discurso do papa na cerimônia de recepção:
| “ | Senhora Presidente, Ilustres Autoridades, Irmãos e amigos! Quis Deus na sua amorosa providência que a primeira viagem internacional do meu Pontificado me consentisse voltar à amada América Latina, precisamente ao Brasil, nação que se gloria de seus sólidos laços com a Sé Apostólica e dos profundos sentimentos de fé e amizade que sempre a uniram de modo singular ao Sucessor de Pedro. Dou graças a Deus pela sua benignidade.(...) Aprendi que para ter acesso ao Povo Brasileiro, é preciso ingressar pelo portal do seu imenso coração; por isso permitam-me que nesta hora eu possa bater delicadamente a esta porta.(...) Não tenho ouro nem prata, mas trago o que de mais precioso me foi dado: Jesus Cristo! | ” |
|   | — Papa Francisco. |   |

### Primeiro dia (23 de julho)
Missa de abertura
A missa de abertura começou às 17h50, com os símbolos da JMJ, a Cruz Peregrina e o Ícone Mariano, presentes no palco montado em Copacabana para a celebração. Teve início assim, a programação oficial da JMJ 2013. A celebração foi presidida pelo arcebispo do Rio de Janeiro, Dom Orani João Tempesta, que acolheu os jovens que chegaram ao Rio de Janeiro para participar da Jornada. Esta primeira atividade principal da Jornada foi a única que não teve a presença do Papa Francisco, que descansou da viagem e cerimônias do dia anterior e viajaria na manhã seguinte (24 de julho) para a cidade de Aparecida no Estado de São Paulo para celebrar uma missa na Basílica de Nossa Senhora Aparecida.
Ao iniciar a celebração, Dom Orani saudou o Papa Emérito Bento XVI 
que acompanhava a Jornada desde o Vaticano, reconhecendo que a Jornada era mesmo para ser presidida pelo primeiro papa latino-americano da história da Igreja. Alguns trechos da mensagem de Dom Orani aos jovens:
| “ | Queridos jovens!(...)Amado Povo de Deus! Estamos iniciando a Jornada Mundial da Juventude Rio 2013! Sejam todos bem-vindos! Esta cidade maravilhosa tornou-se ainda mais bela com a presença de vocês! Uma grande alegria nos invade: vocês estão aqui! (...) Somos chamados a ser protagonistas de um mundo novo! O mundo precisa de jovens como vocês.(...) Queridos jovens, nossa Arquidiocese sentiu-se chamada por Deus para acolher vocês. Todos nós respondemos assim como Samuel, Paulo e Mateus: Eis-nos aqui! Aqui estamos! (...) Que possamos ser arautos da paz e da concórdia.(...) É tempo é de despertar confiança e esperança que se transformem em atitudes para um amanhã de luz. (...) Hoje, ao iniciarmos a Jornada, o Cristo Redentor nos diz “Venham, meus amigos!” Durante a Jornada aprenderemos a dizer “Fala, Senhor, que teu servo escuta”! E ouviremos cada vez mais o Senhor a nos dizer: “Sejam missionários”. “Ide e fazei discípulos entre as nações”! E todos nós responderemos: “Eis-nos aqui, Senhor, envia-nos!” | ” |
|   | — Dom Orani João Tempesta. |   |

### Segundo dia (24 de julho)
Visita do Papa ao Santuário Nacional de Aparecida

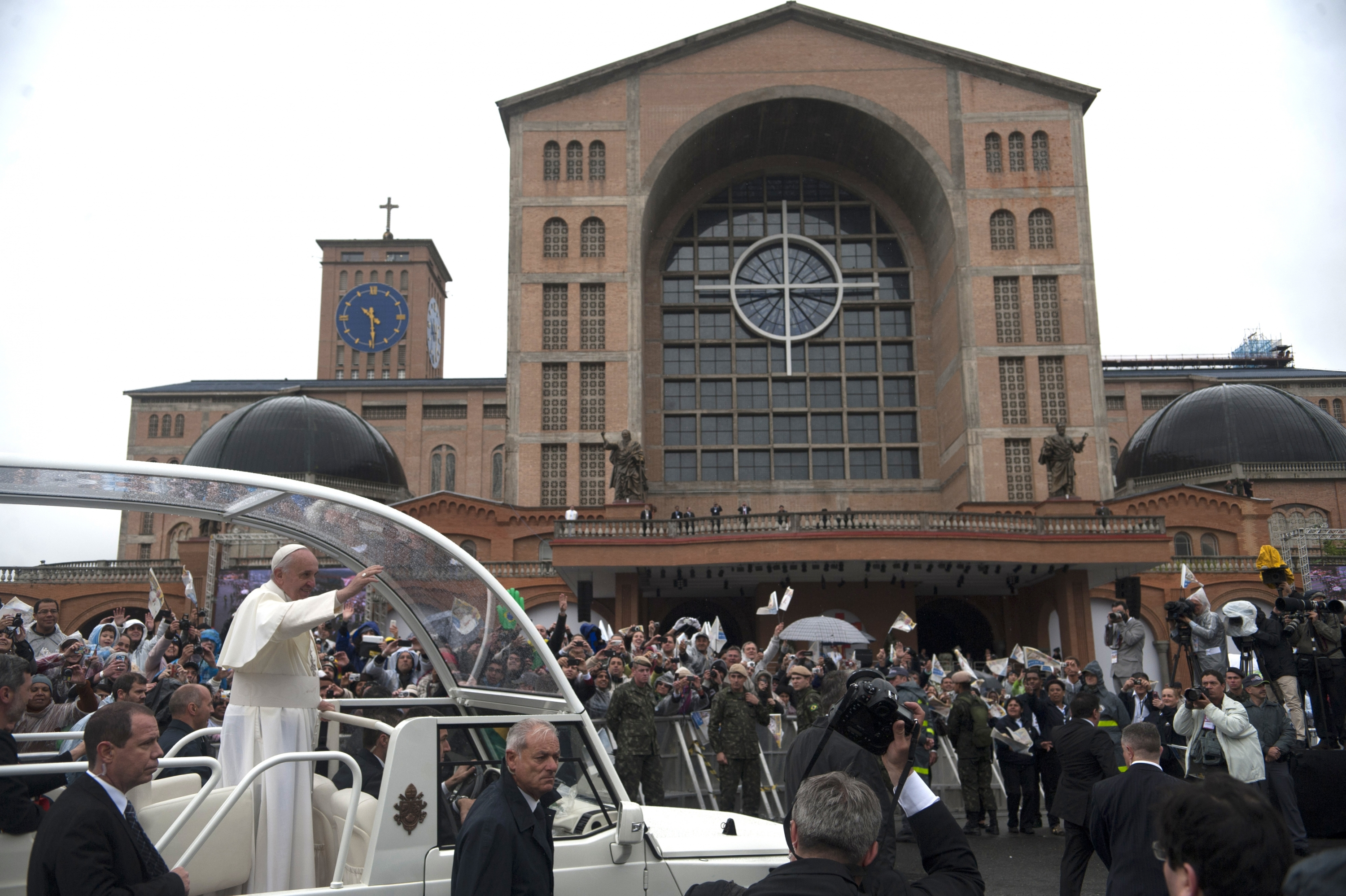
Papa Francisco chega à Basílica de Aparecida

Na manhã do dia 24 de julho, o Papa Francisco viajou até a cidade de Aparecida, São Paulo, para visitar o Santuário Nacional de Aparecida. Esta visita não integrava a 
programação oficial da Jornada, tendo sido um desejo pessoal do papa.

Em maio de 2007, ele já havia estado em Aparecida como Cardeal, presidente da Conferência Episcopal de Buenos Aires, por ocasião da V Conferência Geral do Episcopado da América Latina e do Caribe.
Por volta de 10h10, o helicóptero trazendo o Papa pousou próximo à Basílica. Em seguida, seguiu de papamóvel até a entrada do Santuário, saudado pelas 200 mil pessoas que o aguardavam para a celebração, que teve início às 10h30.
Na homilia de sua primeira missa no Brasil, que foi celebrada em português, o papa se dirigiu principalmente aos jovens, com mensagens de esperança e alegria:
| “ | Eminentíssimo Senhor Cardeal, Venerados irmãos no episcopado e no sacerdócio, Queridos irmãos e irmãs! Quanta alegria me dá vir à casa da Mãe de cada brasileiro, o Santuário de Nossa Senhora Aparecida.(...) Hoje, eu quis vir aqui para suplicar à Maria, nossa Mãe, o bom êxito da Jornada Mundial da Juventude e colocar aos seus pés a vida do povo latino-americano.(...) gostaria de chamar à atenção para três simples posturas: conservar a esperança; deixar-se surpreender por Deus; viver na alegria.(...) Frente ao desânimo que poderia aparecer na vida, em quem trabalha na evangelização ou em quem se esforça por viver a fé como pai e mãe de família, quero dizer com força: Tenham sempre no coração esta certeza! Deus caminha a seu lado, nunca lhes deixa desamparados! Nunca percamos a esperança! Nunca deixemos que ela se apague nos nossos corações!(...) É verdade que hoje, mais ou menos todas as pessoas, e também os nossos jovens, experimentam o fascínio de tantos ídolos que se colocam no lugar de Deus e parecem dar esperança: o dinheiro, o poder, o sucesso, o prazer.(...) Deus atua e nos surpreende. A história deste Santuário serve de exemplo: três pescadores, depois de um dia sem conseguir apanhar peixes, nas águas do Rio Parnaíba (sic), encontram algo inesperado: uma imagem de Nossa Senhora da Conceição. Quem poderia imaginar que o lugar de uma pesca infrutífera, tornar-se-ia o lugar onde todos os brasileiros podem se sentir filhos de uma mesma Mãe?(...) Queridos amigos, viemos bater à porta da casa de Maria. Ela abriu-nos, fez-nos entrar e nos aponta o seu Filho. Agora Ela nos pede: "Fazei o que Ele vos disser" (João 2:5). Sim, Mãe, nos comprometemos a fazer o que Jesus nos disser! E o faremos com esperança, confiantes nas surpresas de Deus e cheios de alegria. Assim seja. | ” |
|   | — Papa Francisco - Aparecida - JMJ 2013. |   |

Depois da missa, o papa almoçou e, por volta de 15h45, seguiu de volta ao Rio de Janeiro para dar continuidade aos seus compromissos na JMJ.

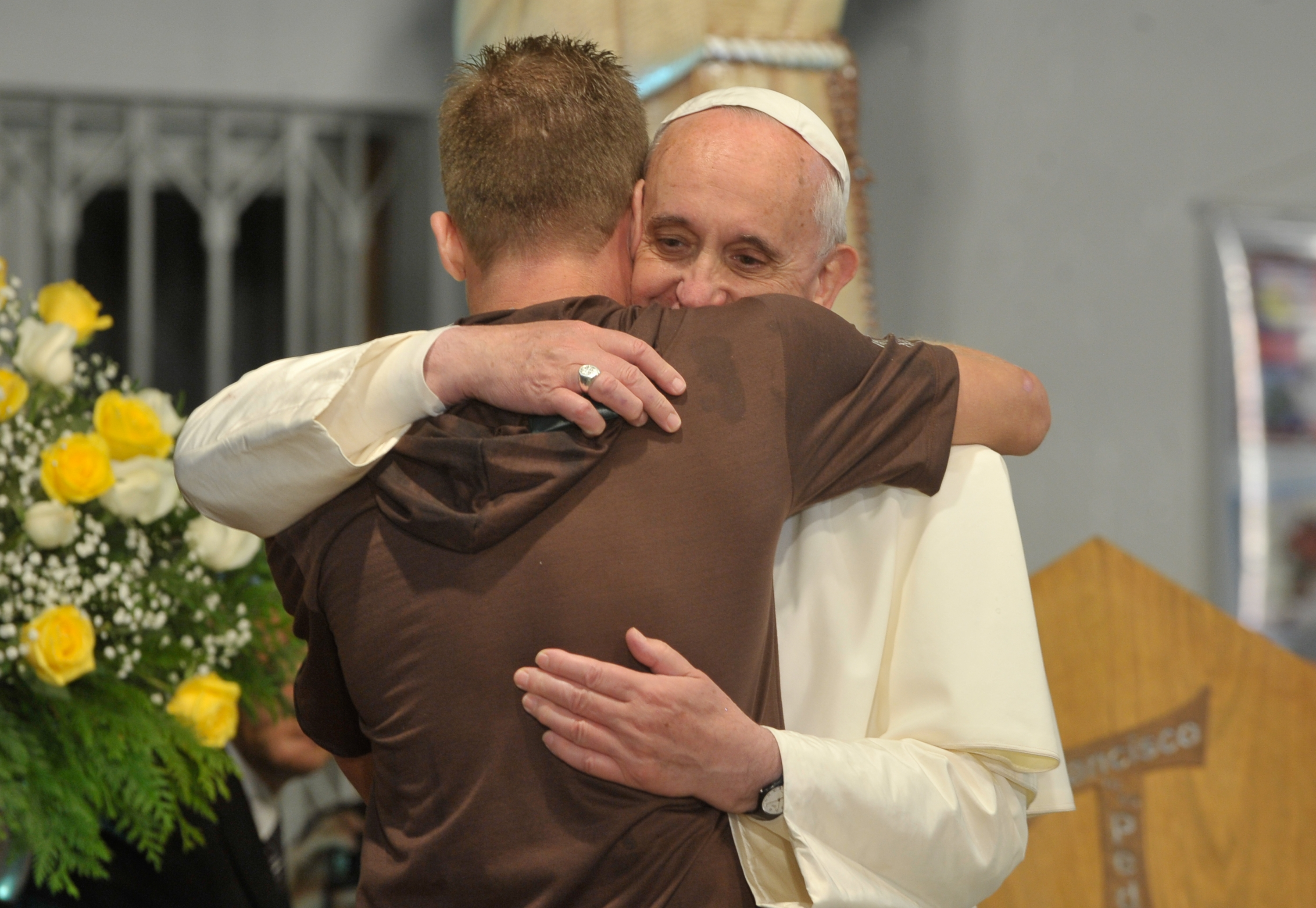
Papa Francisco participa de inauguração do Polo de Atendimento a Dependentes Químicos, do Hospital São Francisco

Visita ao Hospital São Francisco de Assis, no Rio de Janeiro
Por volta de 16h20, o Papa Francisco chegou ao "Hospital São Francisco de Assis na  Providência de Deus", no bairro da Tijuca, Zona Norte  do Rio de Janeiro para a  inauguração de uma nova unidade denominada "Polo de Atenção Integrada à Saúde  Mental - PAI", um centro de recuperação de dependentes químicos.
 O Papa foi recebido por Dom Orani Tempesta e outras autoridades civis e religiosas.
 Depois de ouvir os testemunhos de dois jovens em recuperação e o pronunciamento do coordenador do projeto, um frei franciscano, o Papa 
fez seu discurso, voltado para o amor ao próximo, pelos exemplos de São Francisco, para a fé na recuperação daqueles jovens, se referindo em alguns trechos à sua primeira encíclica Lumen Fidei, capítulo IV, item 57 ("Uma força consoladora no sofrimento") 
| “ | Deus quis que meus passos, depois do Santuário de Nossa Senhora Aparecida, se dirigissem para um particular santuário do sofrimento humano, que é o Hospital São Francisco de Assis.(...) É bem conhecida a conversão do Santo Patrono de vocês: o jovem Francisco abandona riquezas e comodidades do mundo para fazer-se pobre no meio dos pobres.(...) quando (São Francisco) abraçou um leproso. Aquele irmão sofredor foi "mediador de luz para São Francisco de Assis" (Lumen Fidei, 57), porque, em cada irmão e irmã em dificuldade, nós abraçamos a carne sofredora de Cristo. Hoje, neste lugar de luta contra a dependência química, quero abraçar a cada um e cada uma de vocês - vocês que são a carne de Cristo.(...) A chaga do tráfico de drogas, que favorece a violência e que semeia a dor e a morte, exige da inteira sociedade um ato de coragem(...) somente abraçar não é suficiente, mas que “é necessário estender a mão a quem vive em dificuldade, a quem caiu na escuridão da dependência(...) Obrigado a todo pessoal do serviço médico e auxiliar aqui empenhado! O serviço de vocês é precioso! Realizem-no sempre com amor; é um serviço feito a Cristo presente nos irmãos: "Todas as vezes que fizestes isso a um destes mais pequenos, que são meus irmãos,foi a mim que o fizestes" (Mateus 25:40) (...) quero repetir a todos vocês que lutam contra a dependência química, a vocês familiares que têm uma tarefa que nem sempre é fácil(...) O Senhor está ao lado de vocês e lhes conduz pela mão.(...) confiem também no amor materno de Maria, sua Mãe. Esta manhã, no Santuário da Aparecida, confiei cada um de vocês ao seu coração. Onde tivermos uma cruz para carregar, ao nosso lado sempre está Ela, nossa Mãe. Deixo-lhes em suas mãos, enquanto, afetuosamente, a todos abençoo. Obrigado! | ” |
|   | — Papa Francisco - Rio de Janeiro - JMJ 2013. |   |

Jovens participaram de atividades por toda a cidade

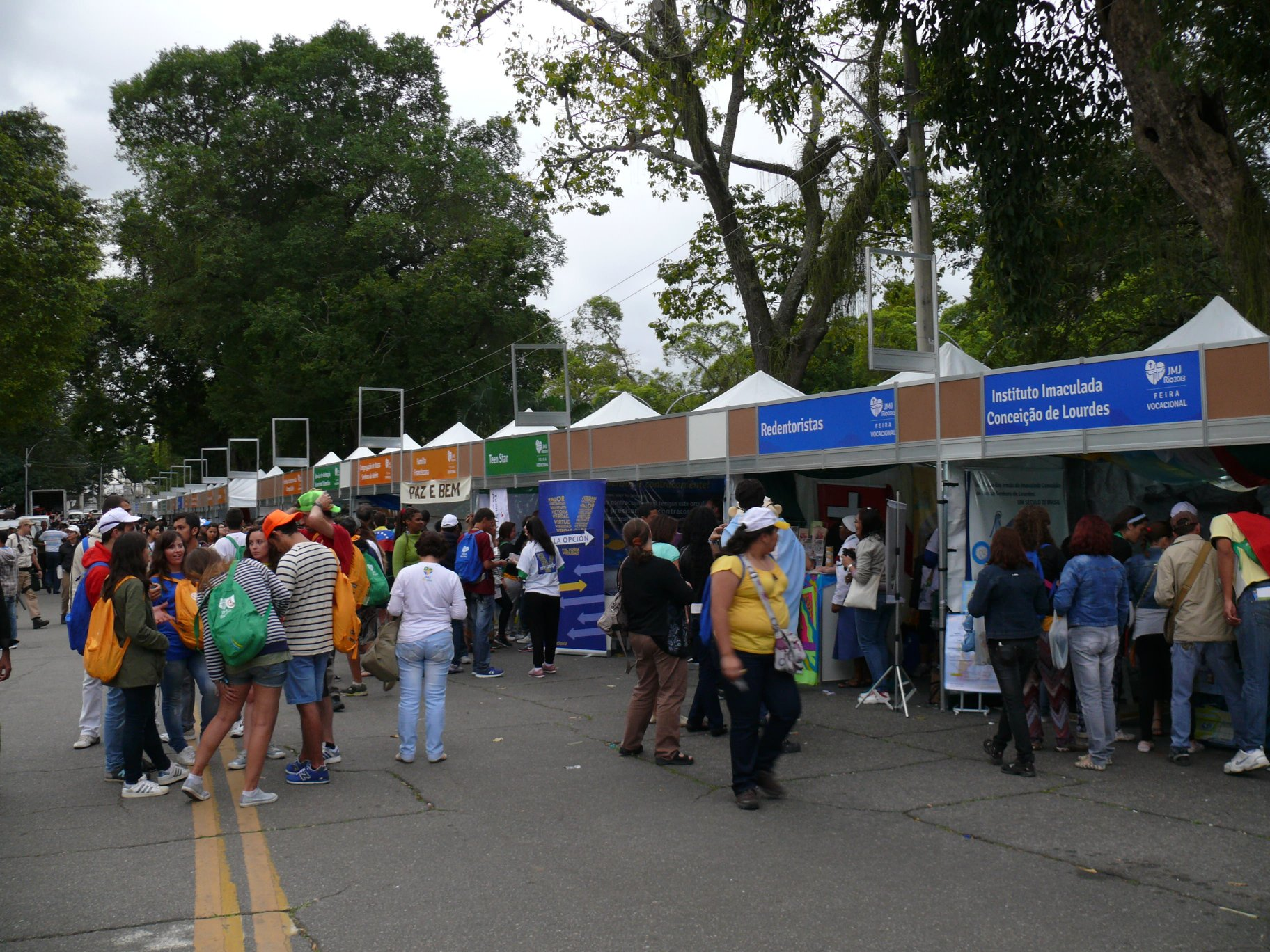
Feira Vocacional - Rio de Janeiro - JMJ 2013

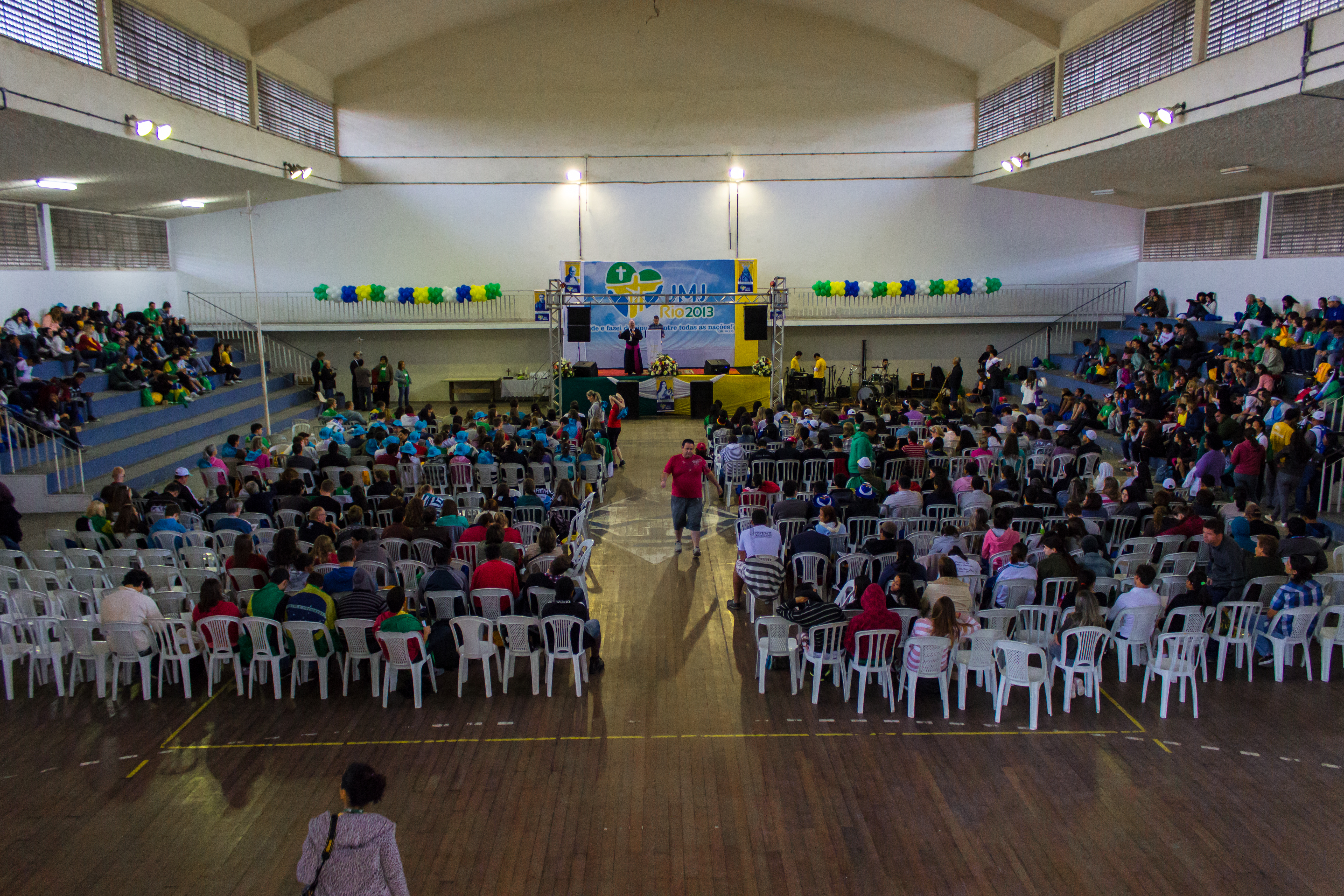
Uma das centenas de catequeses em Português, realizada durante a Jornada Mundial da Juventude

Durante toda a quarta-feira (único dia em que não houve nenhum ato central), os jovens participaram pela manhã de Catequeses com bispos do Brasil e de diversas partes do mundo, que aconteceram em mais de 200 pontos (Igrejas, Escolas, Ginásios, etc.) em toda a cidade. No período da tarde, os jovens participaram da Feira Vocacional na Quinta da Boa Vista, além de diversas atividades culturais organizadas pelo COL (Comitê Organizador Local) no Festival da Juventude.

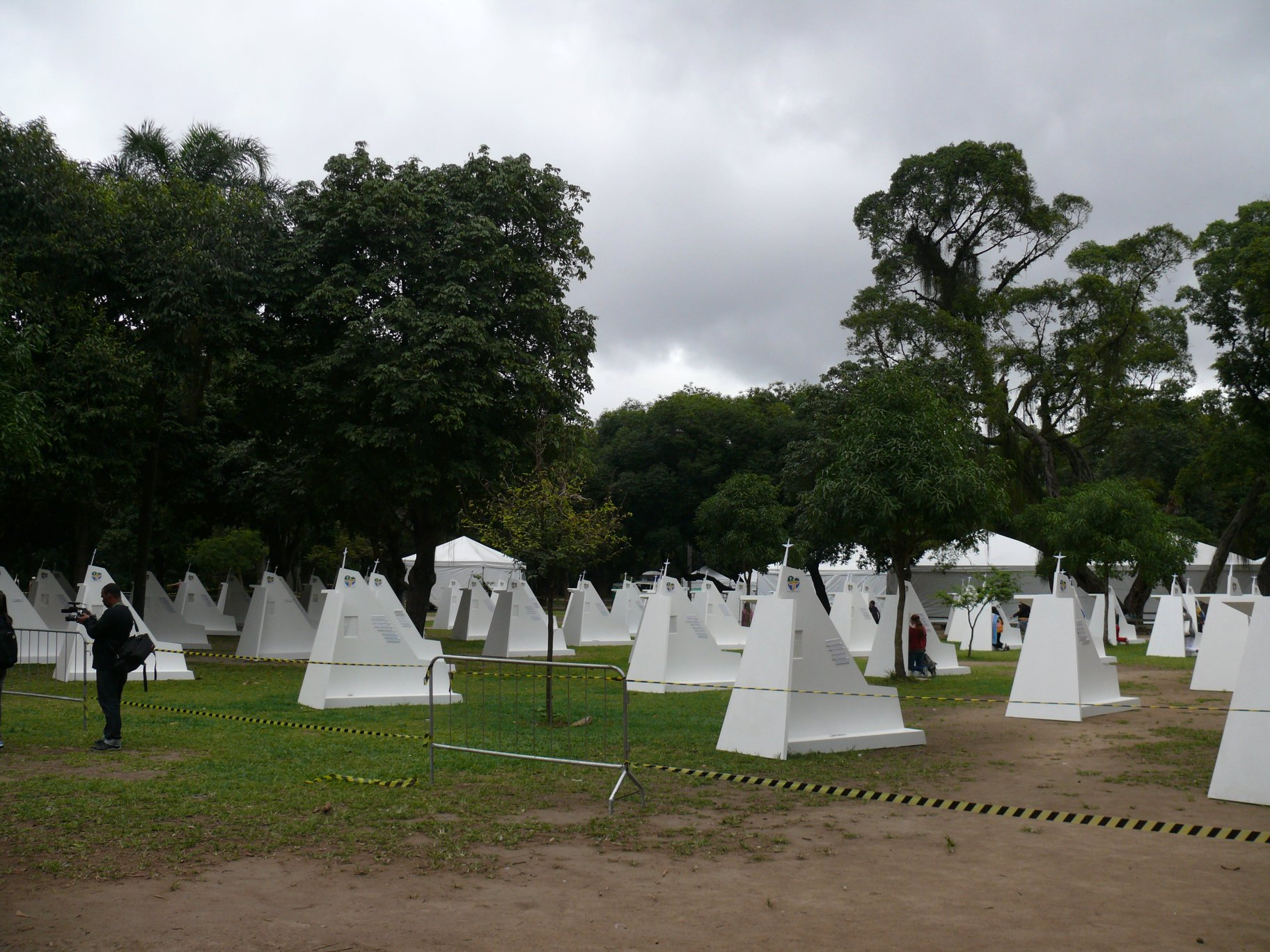
Confessionários na Feira Vocacional - Rio de Janeiro - WYD 2013 - 14

Os participantes ainda tiveram a oportunidade de buscar o sacramento da Confissão, através dos padres que atenderam nos locais de catequese e nos confessionários colocados na Feira. Alguns ainda seguiram os Itinerários da Fé, sugeridos pela organização, além de visitar pontos turísticos da cidade. A noite os jovens ainda tinham a oportunidade de participar de mais atividades culturais, como shows, que aconteceram em vários pontos do Rio de Janeiro, dando continuidade ao Festival da Juventude.

### Terceiro dia (25 de julho)
Cerimônia para receber as chaves da cidade
A agenda do Papa iniciou cedo. Após presidir a celebração eucarística no Sumaré, ele seguiu para o Palácio da Cidade, sede do governo municipal, para receber as chaves da cidade. Houve ainda a bênção das bandeiras olímpicas e paraolímpicas e o encontro com algumas personalidades do mundo esportivo do país. Um dos momentos mais marcantes da recepção foi o encontro do Papa com o ex-jogador de basquete Oscar Schmidt, que vinha travando uma luta contra um câncer e chorou muito ao ver o Santo Padre, a quem, ajoelhado, pediu uma bênção especial.
Visita a Comunidade de Varginha
Em seguida, o Papa se dirigiu ao bairro de Manguinhos, Zona Norte do Rio, para uma visita à comunidade Varginha. Visivelmente comovido e à vontade em meio aos moradores, ele dirigiu palavras de afeto, além de dar abraços e bênçãos por onde passava. Chegou a entrar em uma igreja evangélica e rezou um Pai Nosso com os que estavam no local. Também visitou uma das casas da comunidade.
Na região de Manguinhos, apenas parte das comunidades já estavam pacificadas. De acordo com padre Márcio Queiroz, pároco do local, o Papa ouviu cada um dos padres da região e suas necessidades e os orientava para que "tivessem coragem". Houve ainda um encontro com a Pastoral da Juventude local.
Cerimônia de Acolhida (Primeiro Ato Central do Papa na JMJ Rio2013)

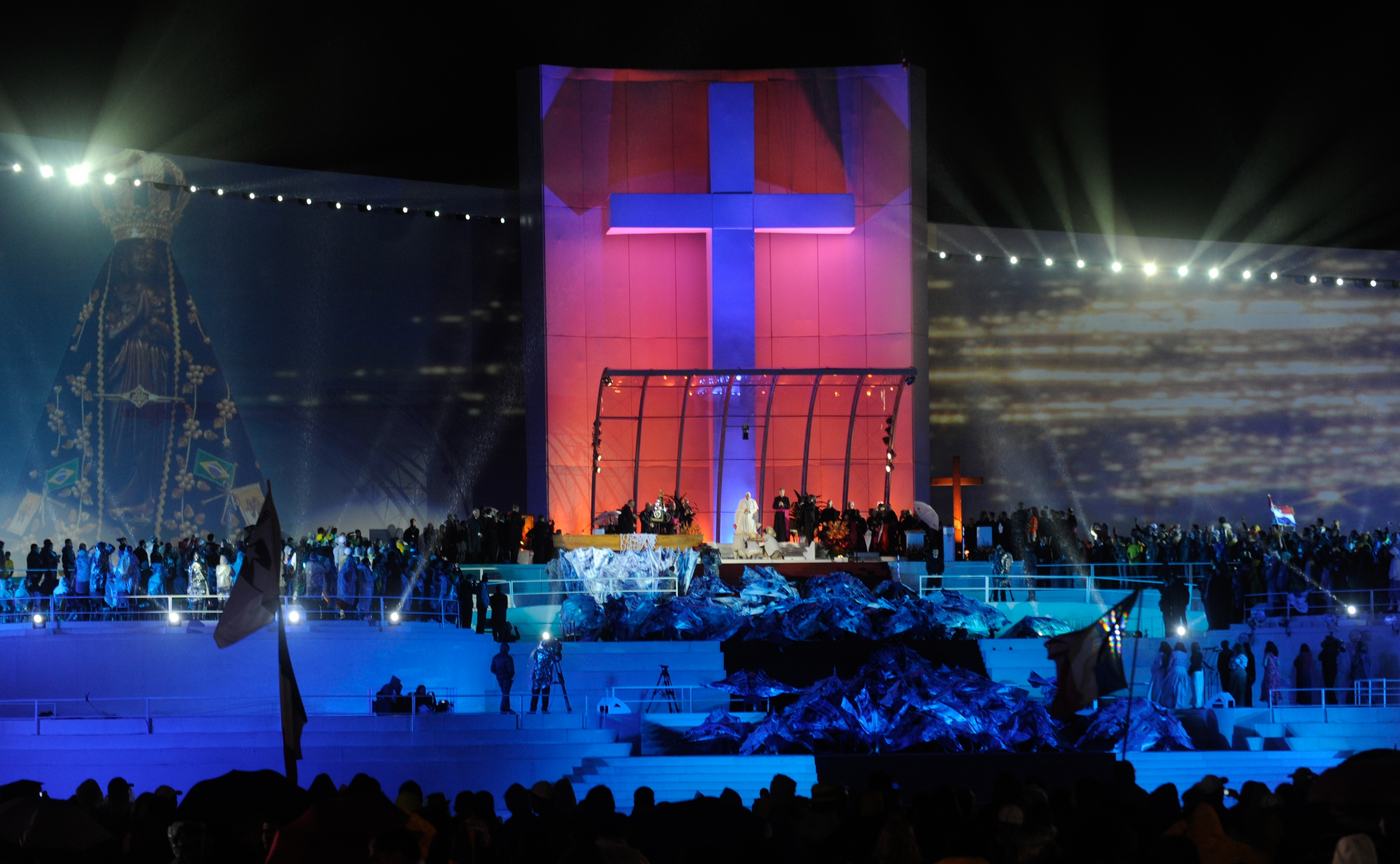
Cerimônia de Acolhida ao Papa em Copacabana

A chegada de Francisco a Copacabana contou com o padre Fábio de Melo, cantando sua canção Seja Bem-Vindo, para homenagear a chegada do Pontífice. A Cerimônia de Acolhida, primeiro Ato Central da Jornada Mundial da Juventude (JMJ Rio2013) com a presença do Papa Francisco, reuniu cerca de um milhão de pessoas em Copacabana. O número foi divulgado pelo diretor da Sala de Imprensa da Santa Sé, padre Federico Lombardi, em entrevista coletiva na noite da quinta-feira, 25.
Cerca de 250 jovens fizeram uma apresentação artística para o Papa. Houve ainda a Cerimônia das Bandeiras representando os 175 países que participaram da JMJ Rio2013.
Em seguida, cinco jovens, cada um representando um continente, presentearam o Papa. Cada um deles saudou o Santo Padre no seu próprio idioma antes de ofertar os presentes, que simbolizavam seus continentes de origem. Os jovens também rezaram um terço, e cada mistério era lido e meditado na língua materna do jovem que o rezava, representando seu continente. O primeiro mistério representou o continente africano, com John Malilwana, da África do Sul. O segundo foi para as Américas, com o argentino Marcelo Galeano. O terceiro mistério representou a Europa, com Ivan Beeler, da Suíça. O quarto foi para a Oceania, com Eliza McNiven, uma australiana e, por último, um chinês representou a Ásia no quinto mistério.
O último continente a se apresentar foi o americano, representado por uma brasileira, que falou da fé do povo do norte ao sul do país. O presente ofertado ao Papa foi uma muda de Pau Brasil, árvore nativa do Brasil.
Logo em seguida, aconteceram apresentações musicais de Fafá de Belém e de cantores da música católica. Houve também a apresentação de um grande coral infantil. No repertório, canções da música popular brasileira com temas ligados à religiosidade.

### Quarto dia (26 de julho)
O Pontífice iniciou o dia com uma missa privada no Sumaré por volta das 7h30, onde ficou hospedado. Pela manhã, atendeu a confissão de cinco jovens na Quinta da Boa Vista, parque onde aconteceu a Feira Vocacional. O grupo foi formado por três brasileiros, uma italiana e um venezuelano. O pontífice fez também uma oração com os fiéis.
Em encontro com oito menores infratores, o papa Francisco recebeu uma cruz com a inscrição: "Candelária Nunca Mais" e o nome dos adolescentes mortos naquele episódio, que ficou conhecido como a Chacina da Candelária. Emocionado, repetiu: "Candelária, nunca mais. Violência, nunca mais, só amor" e rezou um Pai-Nosso com os infratores.
No inicio da tarde, Papa Francisco encontrou-se com fiéis no bairro da Glória para a oração do Angelus, quando voltou a lembrar dos idosos, ressaltando o diálogo entre gerações. O discurso, feito em português, antecedeu a oração.
Via Sacra com os Jovens em Copacabana
O papa chegou a Copacabana por volta das 17h. Ele percorreu de papamóvel o trajeto do Posto 6 até o Leme, onde foi montado o palco em que ocorreu o 3º ato central da JMJ: a encenação da Via-Sacra. No caminho, parou, desceu e benzeu a imagem de São Francisco existente na Orla.

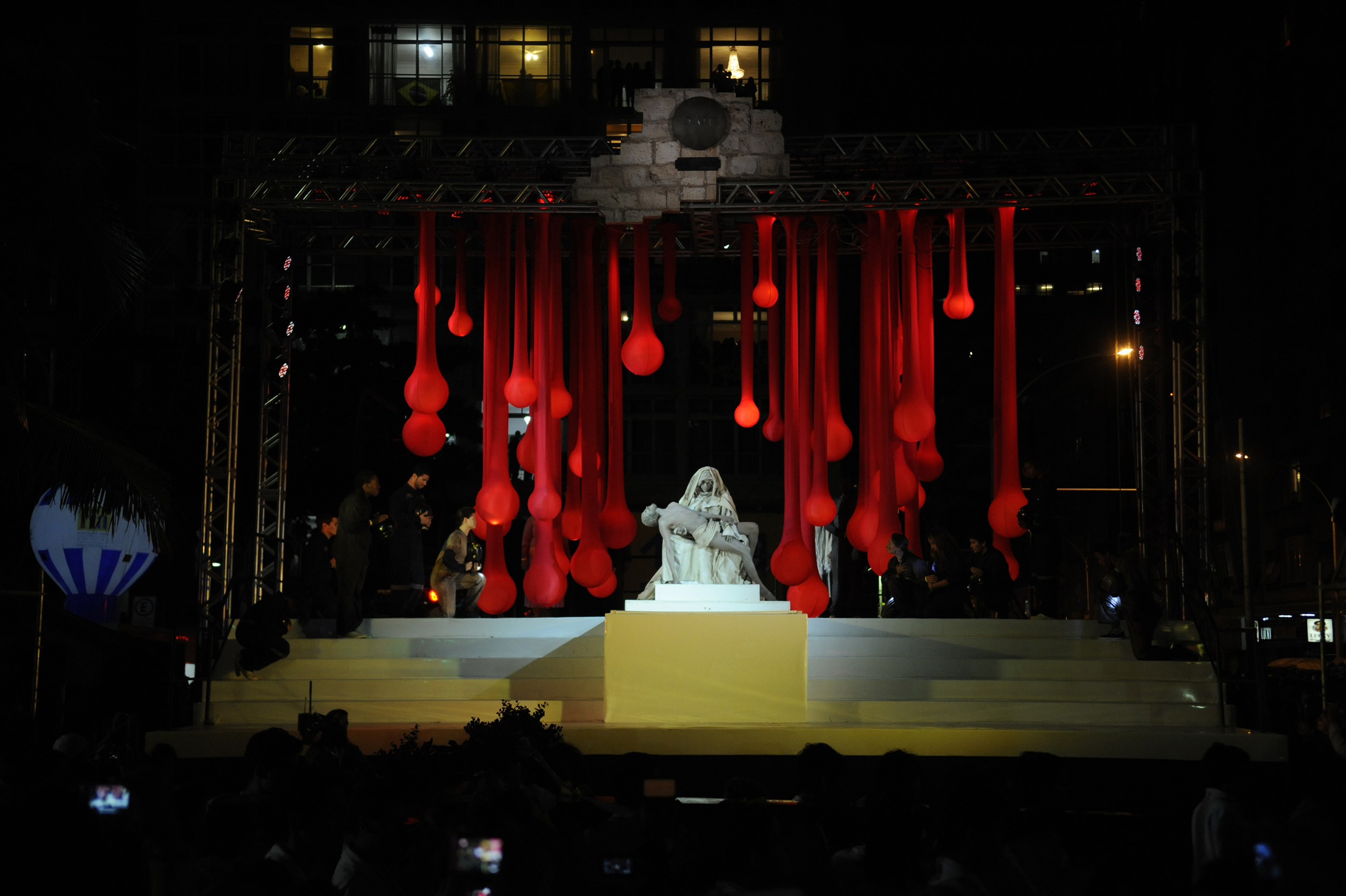
13ª Estação da Via Sacra em Copacabana

Temas atuais envolvendo os jovens ganharam destaque durante a encenação da Via-Sacra. A cada estação, a passagem bíblica lida era relacionada a temas atuais, como a defesa da vida, o problema das drogas, a violência que aflige a sociedade, entre outros.
Após a apresentação, o Papa Francisco destacou a presença da cruz na vida dos cristãos e fez três perguntas. 
| “ | O que a peregrinação da Cruz da Jornada nos últimos dois anos deixou para os jovens brasileiros; o que ela deixou em cada um deles; e o que a cruz ensina? | ” |
|   | — Papa Francisco - Rio de Janeiro - JMJ 2013. |   |

O sumo pontífice reforçou que Jesus se une aos que estão em dificuldades, aos que sofrem, independentemente do motivo, pois Cristo acolhe a todos de braços abertos. O Papa Francisco também reafirmou que a Igreja e os fiéis não estão sozinhos, já que Ele venceu a morte e oferece fiel amor para a salvação daqueles que creem. Lembrou ainda dos mais de 240 jovens mortos no incêndio da boate Kiss, na cidade de Santa Maria (RS) no início de 2013.
O papa Francisco questionou os jovens sobre a maneira como desejam carregar a cruz, como Pilatos que lavou as mãos ou como Cirineu, que ajudou Jesus a carregar o madeiro, ou mulheres como Maria e Madalena, que não tiveram medo de continuar a Seu lado. Segundo o Papa, essa é a pergunta que Cristo faz: se os jovens desejam ajudá-Lo a carregar a Cruz nas alegrias e sofrimentos.
| “ | E vós, como quem quereis ser? Quereis ser como Pilatos, que não teve a coragem de ir contra a corrente para salvar a vida de Jesus e lavou as mãos? | ” |
|   | — Papa Francisco - Rio de Janeiro - JMJ 2013. |   |

Na celebração, foram queimados 10 quilos de incenso com grãos fabricados nos cinco continentes, que se espalhou por toda a orla de Copacabana. Segundo o diretor do setor de Atos Centrais da JMJ Rio2013, padre Renato Martins, os grãos foram queimados em turíbulos levados por 45 coroinhas.

### Quinto dia (27 de julho)
Missa da Catedral Metropolitana
Em cerimônia na Catedral Metropolitana do Rio de Janeiro, o papa convidou os religiosos a refletirem sobre as vocações. Ao final, o Arcebispo Orani Tempesta falou sobre a importância da JMJ e fez os agradecimentos ao pontífice pela celebração eucarística realizada.
| “ | Jovens são convidados VIP das paróquias.      | ” |
|   | — Papa Francisco - Rio de Janeiro - JMJ 2013. |   |

Logo após a missa, Francisco reforçou a importância dos bispos para os fiéis através de uma postagem no Twitter.
| “ | Os Bispos são os Pastores do Povo de Deus. Sigamo-los com confiança e coragem. | ” |
|   | — Papa Francisco através do Twitter - JMJ 2013.                                |   |

Theatro Municipal

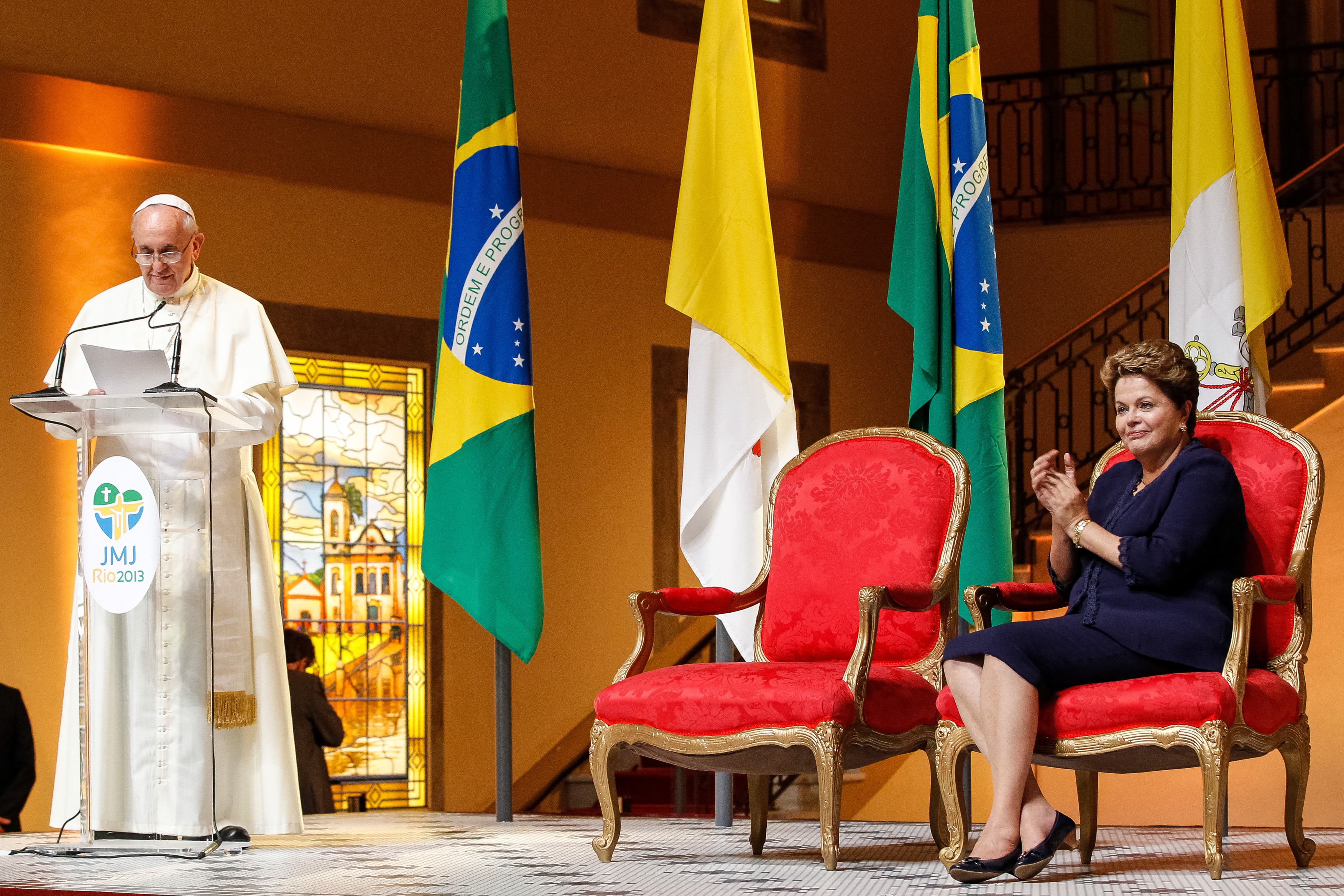
Cerimônia Oficial de chegada do Papa Francisco ao Brasil.

O papa discursou no Theatro Municipal do Rio de Janeiro e abordou, principalmente, da importância do 'diálogo construtivo' nos desafios da sociedade atualmente. Representantes indígenas fizeram uma apresentação e presentearam o Pontífice com um cocar, que o colocou imediatamente na cabeça, recebendo aplausos da plateia.
Início da vigília

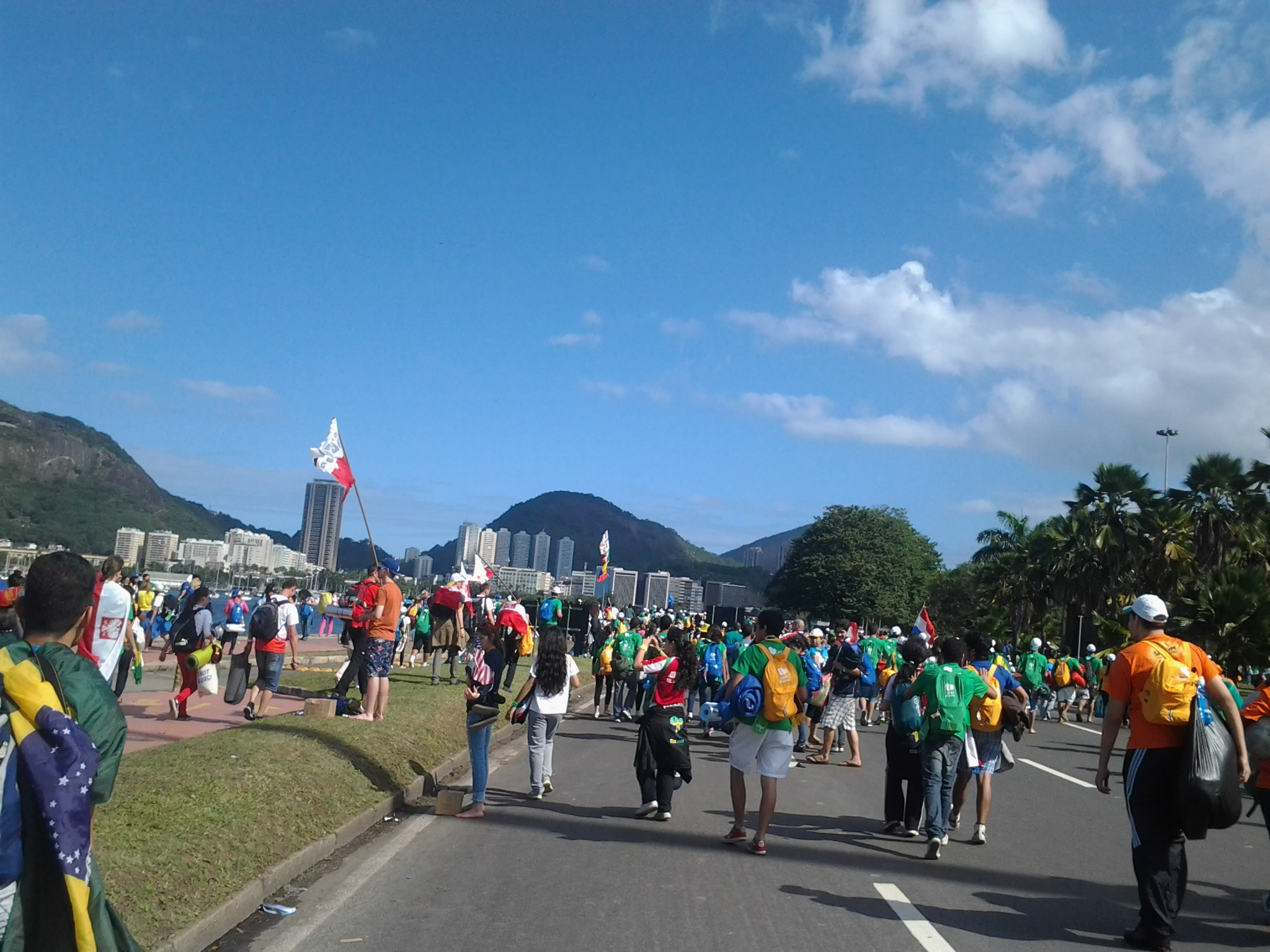
Jovens caminhando durante a peregrinação rumo a Copacabana para a vigília

Foi feita uma peregrinação pela cidade; os jovens foram convidados a irem a pé da Estação Central do Rio de Janeiro até Copacabana. A praia de Copacabana foi tomada por cerca de três milhões de peregrinos, segundo dados da prefeitura do Rio. Em discurso, o Papa disse que os jovens devem liderar as mudanças na sociedade, dando início à noite de vigília, em que os presentes dormiram na praia, para a missa de envio, que foi realizada no dia seguinte. O papa também citou os protestos em massa ocorridos em junho no Brasil, e convocou os jovens a saírem às ruas:
| “ | Tenho acompanhado atentamente as notícias sobre tantos jovens que, em muitas partes do mundo (e também aqui no Brasil), saíram às ruas para expressar o desejo por uma civilização mais justa e fraterna. São jovens que querem ser protagonistas da mudança. Eu os animo a que, de forma ordenada, pacífica e responsável, motivados por valores do Evangelho, sigam superando a apatia e oferecendo uma resposta cristã às inquietudes sociais e políticas presentes em seus países. | ” |
|   | — Papa Francisco - Rio de Janeiro - JMJ 2013. |   |

| “ | Queridos amigos, não se esqueçam: vocês são o campo da fé! Vocês são os atletas de Cristo! Vocês são os construtores de uma Igreja mais bela e de um mundo melhor. Elevemos o olhar para Nossa Senhora. Ela nos ajuda a seguir Jesus, nos dá o exemplo com o seu 'sim' a Deus: 'Eis aqui a serva do Senhor, faça-se em mim segundo a tua Palavra' (Lucas 1:38). Também nós o dizemos a Deus, juntos com Maria: faça-se em mim segundo a Tua palavra. Amém. | ” |
|   | — Papa Francisco - Rio de Janeiro - JMJ 2013. |   |

### Sexto dia (28 de julho)
Missa de envio

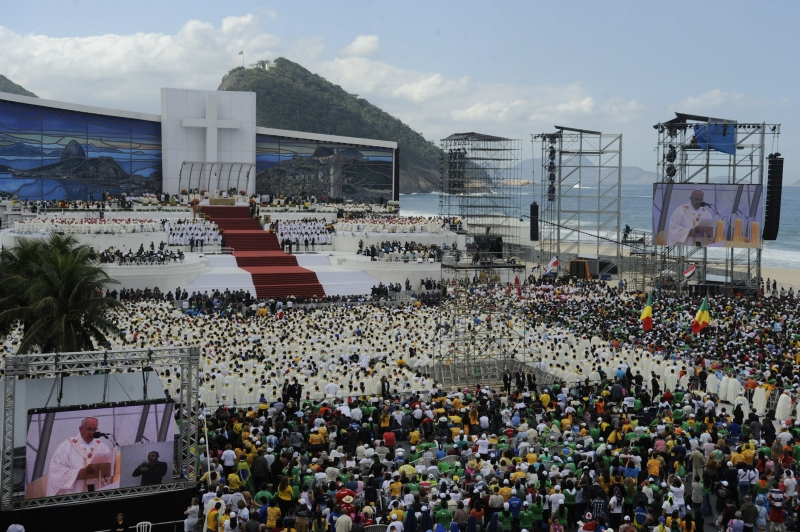
Missa de envio da JMJ, que tomou as areias de Copacabana, com a presença de 3,7 milhões de peregrinos

No último dia de Francisco no Brasil, foi celebrada a Missa de encerramento da JMJ, ou também chamada "Missa de envio", que contou com a participação de 3,7 milhões de peregrinos, tendo sido a segunda edição com mais fiéis na história do evento, atrás apenas da JMJ Manila 1995, que teve cerca de 4 milhões de peregrinos. As filas para a utilização dos banheiros químicos instalados amanheceram imensas, com até 200 pessoas em cada fila. O Papa fez um pequeno discurso sobre a importância da evangelização dos jovens, e a necessidade do envolvimento e comprometimento destes com a Igreja:
| “ | Ide, sem medo, para servir. Sabem qual é o melhor instrumento para evangelizar os jovens? Outro jovem! Este é o caminho a ser percorrido por vocês! | ” |
|   | — Papa Francisco na JMJ 2013. |   |

A missa contou com a presença de autoridades, como os presidentes da Argentina, Cristina Kirchner, da Bolívia, Evo Morales e do Suriname, Desi Bouterse.

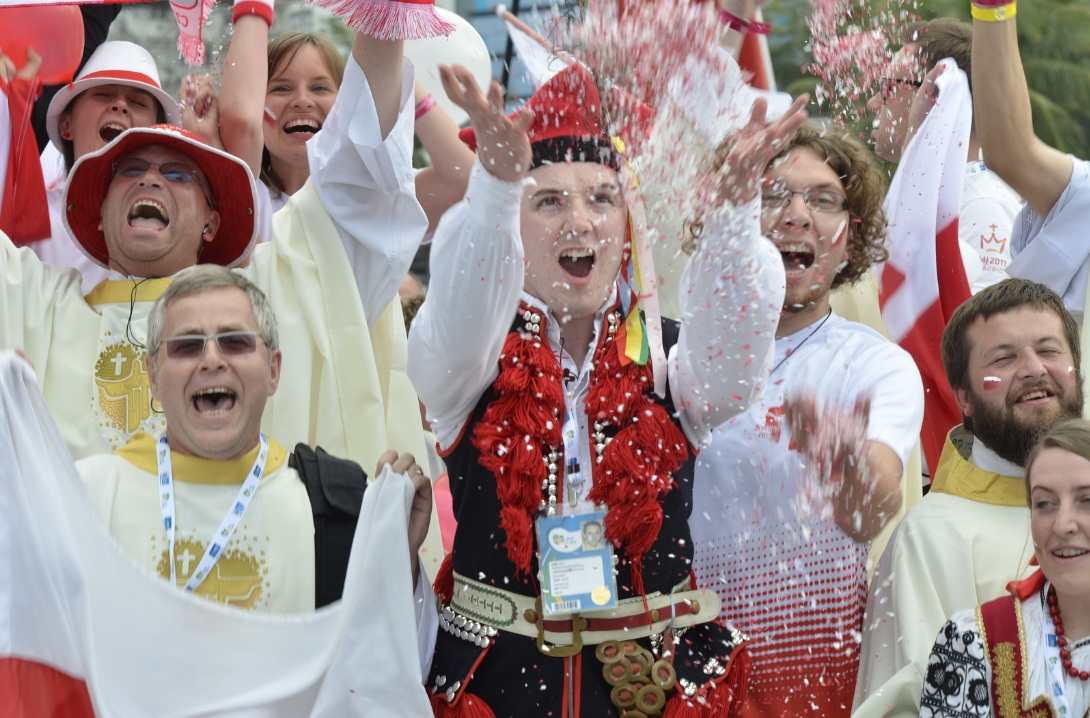
Peregrinos poloneses no momento do anúncio de que a sede da JMJ de 2016 será a cidade de Cracóvia

Ao término da missa, o Papa anunciou a próxima sede da Jornada Mundial da Juventude de 2016: a cidade de Cracóvia, na Polônia. Também houve a Oração do Angelus, quando o Papa Francisco incensou uma imagem de Nossa Senhora Aparecida, como símbolo da fé na intercessão da próxima JMJ.
| “ | Queridos jovens, temos um encontro marcado na próxima Jornada Mundial da Juventude, no ano de 2016, em Cracóvia, na Polônia. Pela intercessão materna de Maria, peçamos a luz do Espírito Santo sobre o caminho que nos levará a essa nova etapa da jubilosa celebração da fé e do amor de Cristo. | ” |
|   | — Papa Francisco - Rio de Janeiro - JMJ 2013. |   |

### Campus Fidei

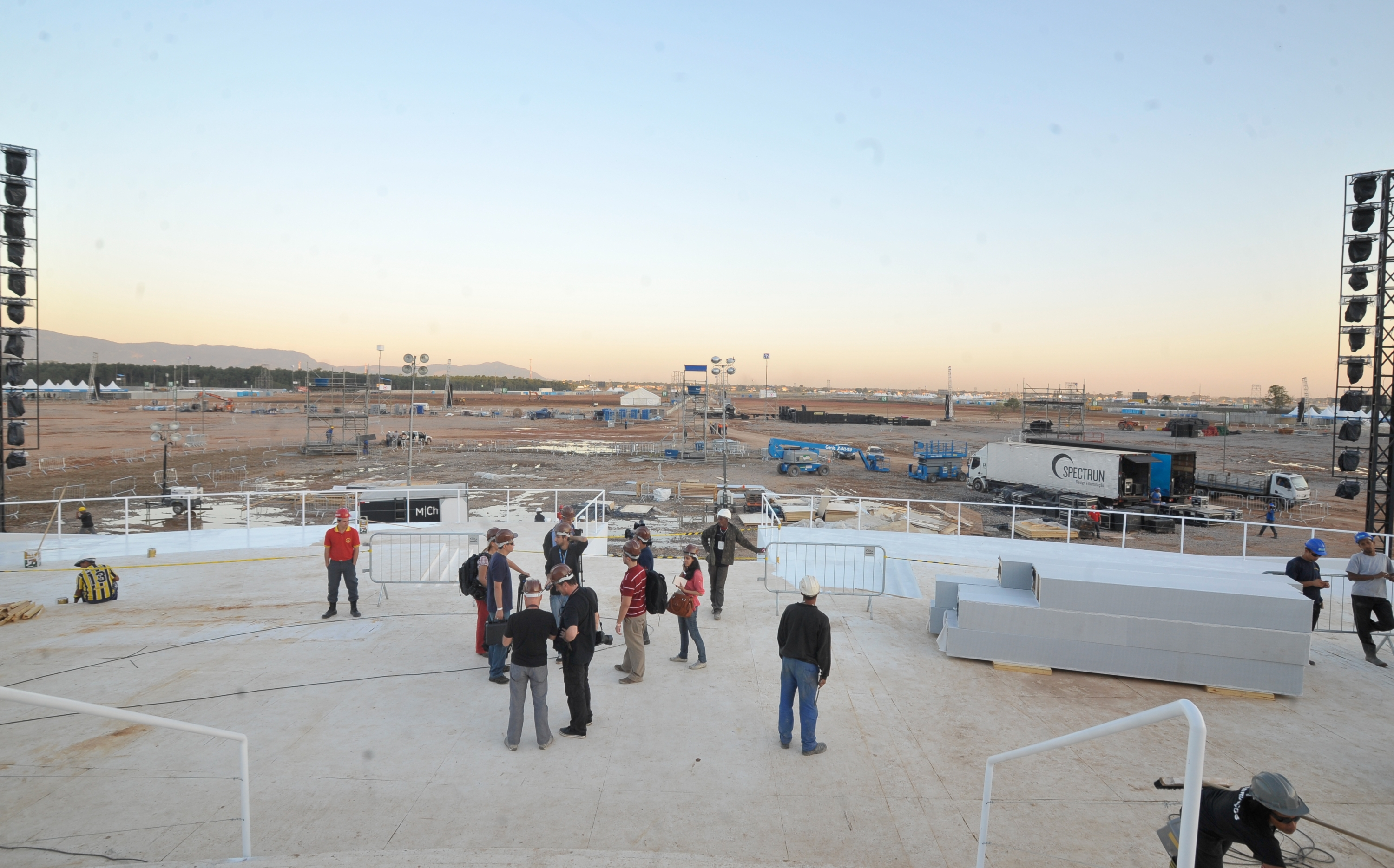
Vista do Campus Fidei no Palco onde o Papa participaria da JMJ Rio 2013 em Guaratiba

A vigília e a celebração da missa de envio, a princípio, seriam realizadas em um local especialmente preparado, que foi chamado de Campus Fidei em Guaratiba, bairro pobre e afastado na zona oeste carioca. Devido às chuvas que alagaram o local, tiveram de ser transferidas às pressas para Copacabana, onde já haviam sido realizados todos os outros atos principais da Jornada. O aluguel da estrutura do palco de Copacabana foi estendido até o dia 28. A área do terreno do Campus Fidei de 1,36 milhão de m², havia sido dividida em 22 lotes com banheiros, lanchonetes, telões, tendas para orações, postos avançados de saúde, pontos de recolhimento de lixo e bebedouros.
| “ | Foi uma decisão difícil, mas responsável, pensando sempre na segurança do nosso peregrino. Copacabana sempre foi o nosso plano B, que agora teremos que colocar em prática. | ” |
|   | — Dom Paulo Cesar Costa, vice-presidente do COL, sobre a transferência do local da missa de envio da JMJ 2013.                                                              |   |

Papa diz que mudança do local dos eventos pode ter sido recado divino
O papa Francisco afirmou, em discurso durante a Vigília na praia de Copacabana, na noite do sábado (27) que a transferência dos eventos do Campus Fidei, para Copacabana pode ser um "recado de Deus".
| “ | Penso que podemos aprender algo daquilo que sucedeu nestes dias: por causa do mau tempo, tivemos de suspender a realização desta Vigília no “Campus Fidei”, em Guaratiba. Não quererá porventura o Senhor dizer-nos que o verdadeiro “Campus Fidei”, o verdadeiro Campo da Fé não é um lugar geográfico, mas somos nós mesmos? Sim, é verdade! Cada um de nós, cada um de vocês, eu, todos. E ser discípulo missionário significa saber que somos o Campo da Fé de Deus. Ora, partindo da denominação Campo da Fé, pensei em três imagens que podem nos ajudar a entender melhor o que significa ser um discípulo missionário: a primeira imagem, o campo como lugar onde se semeia; a segunda, o campo como lugar de treinamento; e a terceira, o campo como canteiro de obras. | ” |
|   | — Papa Francisco. |   |

Reunião com os bispos
Em um encontro com 60 bispos latino-americanos, Francisco fez um discurso sobre os desafios da Igreja. O papa falou sobre a organização nas paróquias e dioceses. E afirmou que a Igreja está atrasada nessa organização territorial. Também criticou os que usam o evangelho em defesa de ideologias, e disse que os missionários devem ir ‘não ao centro, mas às periferias’.
Encontro com voluntários
Seguiu para um encontro de agradecimento com  as pessoas que trabalharam como voluntários da JMJ. Ao todo, 15 mil pessoas aguardavam o encontro, no RioCentro. Francisco mostrou sua gratidão para com os voluntários:
| “ | Vocês provaram que a maior alegria é dar do que receber. Eu peço que vocês sejam revolucionários. Eu tenho confiança em vocês, jovens, e rezo por vocês. Tenham a coragem de ir contra a corrente e tenham a coragem de ser felizes. | ” |
|   | — Papa Francisco no encontro com voluntários da JMJ 2013, Rio de Janeiro. |   |

Retorno do papa ao Vaticano
Às 19h40 do dia 28, o avião levando o papa Francisco de volta a Roma decolou da Base Aérea do Galeão. Antes de embarcar, o Pontífice fez mais um discurso, na presença de autoridades:
| “ | Nesse momento já começo a sentir saudades. Saudades do Brasil, esse povo tão grande, de grande coração, esse povo tão amoroso. Este Papa precisa da oração de todos vocês. Um abraço para todos e que Deus os abençoe. | ” |
|   | — Papa Francisco - Rio de Janeiro. |   |

## Números finais da Jornada
Segundo o COL (Comitê Organizador Local), o público presente à Missa de Envio (último ato central da JMJ) chegou a 3,7 milhões de pessoas. Ainda segundo o COL, a Cerimônia de Abertura, na terça-feira, 23, reuniu cerca de 600 mil pessoas, já a Cerimônia de acolhida do Santo Padre, na quinta-feira, 25, reuniu 1,2 milhões de pessoas em Copacabana, enquanto a Via-Sacra chegou a 2 milhões na sexta-feira, 26. Na vigília, cerca de 3,5 milhões de jovens estiveram na praia de Copacabana.  Foram 427 mil inscrições, de 175 países. Peregrinos inscritos com hospedagens foram cerca de 180 mil, enquanto as vagas disponibilizadas para hospedagem em casas de família e instituições chegaram a 356,4 mil.
A estimativa de gastos feitos pelos visitantes ficou em cerca de R$ 1,8 bilhão.
O custo estimado do evento foi de R$ 118 milhões, pagos pelo COL (Comitê Organizador Local) da Jornada Mundial da Juventude Rio 2013. A participação do Governo do Estado e Prefeitura se deu no que diz respeito à segurança e saúde dos peregrinos.
Segundo o Ministério do Turismo, o evento trouxe a maior movimentação de turistas da história do Brasil.

## Protestos
No primeiro dia do papa Francisco no Rio de Janeiro, houve um protesto contra os gastos públicos com a visita do líder católico, que terminou em conflito entre policiais e manifestantes, além de detenções de manifestantes e jornalistas independentes que faziam a cobertura da mobilização.